# Tomáš Janotka
Tomáš Janotka (* 4. března 1982 Brno) je český fotbalový trenér, který od léta 2024 vede český klub SK Sigma Olomouc, a bývalý profesionální fotbalista, který hrával na pozici pravého obránce či záložníka.

## Klubová kariéra
Svoji fotbalovou kariéru začal v Zetoru Brno. Následně působil v průběhu mládeže v Bučovicích a Drnovicích. V roce 1999 se vrátil do ČAFC Židenice. O 3 roky později přestoupil do Kyjova, kde již nastupoval pouze za první mužstvo. Po roční angažmá v Poštorné, se na půl roku vrátil potřetí do klubu, kde s kariérou začínal.
V roce 2005 zamířil do prvoligové Sigmy Olomouc, kde prožil svoji nejpovedenější část kariéry. V ročníku 2011/12 vyhrál s týmem Pohár České pošty a v roce 2012 Superpohár. V sezoně 2012/13 odehrál za Sigmu 14 zápasů a v létě 2013 odešel na jednoroční hostování s opcí do Brna. V létě 2014 se vrátil do Sigmy, odkud po půl roce odešel hostovat do Českých Budějovic. Po skončení sezony 2014/15 mužstvo z jižních Čech sestoupilo do 2. ligy a hráč se vrátil zpátky do Olomouce.
V létě 2015 se přesunul do nižších rakouských soutěží, kde po dvou sezónách ukončil svou hráčskou kariéru.

## Trenérská kariéra
Od roku 2018 působil Janotka jako trenér v mládeži Sigmy Olomouc. Od léta 2020 působil také v realizačním týmu české reprezentace do 19 let.
V létě 2023 začal Janotka svou trenérskou kariéru, před sezónou  2023/2024 se stal hlavním trenérem rezervního týmu Sigmy Olomouc. Janotka byl v květnu 2024 zvolen nejlepším trenérem druhé ligy, když dotáhl olomoucký B-tým k historickému druhému místu, postoupit do nejvyšší soutěže ale podle pravidel nemohl.
Po sezóně 2023/24 se Janotka stal novým hlavním trenérem A-týmu olomoucké Sigmy; na lavičce nahradil dočasného trenéra Jiřího Saňáka.

## Osobní život
Vystudoval magisterské studium učitelství geografie a občanské výchovy pro základní školy na Pedagogické fakultě Masarykovy univerzity.